# Банбридж (район)
Банбридж (англ. Banbridge District Council) — район, существовавший до 1 апреля 2015 года в графствах Арма и Даун (Северная Ирландия, Великобритания) с населением свыше 42 000 человек.
В 2011 году планировалось объединить район с районами Арма и Крейгевон, однако в июне 2010 года Кабинет министров Северной Ирландии сообщил, что не может согласиться с реформой местного самоуправления и существующая система районов останется прежней в обозримом будущем.
С 1 апреля 2015 года объединен с районами Арма и Крейгавон в район Арма, Банбридж-энд-Крейгавон.